# Academia Nacional de Policías
La Academia Nacional de Policías o ANAPOL fue creada el 26 de febrero de 1937. Hasta finales de 1960,  sus instalaciones se encontraban en la Calle Loayza del centro de la Ciudad de La Paz, Bolivia. En la actualidad funciona en esa infraestructura la Unidad de Polivalentes. Las instalaciones de la ANAPOL se trasladaron a la zona de Bajo Seguencoma, sobre la Av. Hugo Hernest, en donde se encuentra a la fecha.
Cuenta con un plantel educacional de 1000 Cadetes, los cuales realizan sus estudios durante 4 años, en un régimen internado flexible por 1 año para poder optar al grado de subteniente y al título de Licenciado en Ciencias Policiales en una de las cuatro menciones que ofrece este instituto; Orden y Seguridad, Investigación Criminal, Administración Policial e Ingeniería de Tránsito y Vialidad.
Es el primer y único instituto de formación de oficiales de la Policía de Bolivia, forma parte de la Universidad Policial Mariscal Antonio José de Sucre, como una unidad de pregrado.
A mediados de 2013 su directora es la coronel Cristina Cerruto.